# Noual
Noual är en kommun i departementet Néma i regionen Hodh Ech Chargui i Mauretanien. Kommunen hade 3 969 invånare år 2013.